# 10 złotych polskich 1827
10 złotych polskich 1827 – moneta dziesięciozłotowa Królestwa Kongresowego okresu autonomii, wprowadzona za panowania Mikołaja I, jako następczyni dziesięciozłotówki bitej w latach 1820–1825. Była bita w srebrze, w roku 1827, według systemu monetarnego opartego na grzywnie kolońskiej. Wycofano ją z obiegu 1 maja 1847 r.
Moneta została wybita z otokiem, podobnie jak niektóre inne nominały Królestwa Polskiego okresu autonomii emitowane po 1819–, albo po 1820 r.

## Awers
Na tej stronie umieszczono prawe popiersie cara Aleksandra I, otokowo napis

ALEXANDER I CES• ROS•WSKRZESICIEL KRÓL•POLS•1815

Dookoła znajduje się wypukły otok.

## Rewers
Na tej stronie umieszczono średni herb Królestwa Kongresowego, tzn. orła rosyjsko-polskiego – dwugłowy orzeł z trzema koronami, dużą pośrodku i dwiema małymi na głowach orła, w prawej łapie trzyma miecz i berło, w lewej jabłko królewskie, na piersi, na tle gronostajowego płaszcza, tarcza herbowa z polskim orłem. Po obu stronach dużej korony rok bicia: 1827. Na dole, po obu stronach ogona orła, znajduje się znak intendenta mennicy w Warszawie – F.H. (Fryderyka Hungera). Poniżej, w półkolu napis

10 ZŁOTYCH POLSKICH

otokowo:

MIKOŁAY I.CES•WSZ•ROSSYI KRÓL POLSKI PANUJĄCY*

Dookoła znajduje się wypukły otok.

## Opis
Monetę bito w mennicy w Warszawie, w srebrze próby 868, na krążku o średnicy 40 mm, masie 31,1 grama, z rantem gładkim, z otokiem. Według sprawozdań mennicy w roku 1827 w obieg wypuszczono 127 sztuk.
Stopień rzadkości oceniany jest na R5 – liczba egzemplarzy 26–120 sztuk.
Moneta była bita w latach panowania Mikołaja I, więc w numizmatyce rosyjskiej zaliczana jest do kategorii monet tego cara.

## Nowe bicie
Znane jest nowe bicie tej monety ze znakiem intendenta I.B. zamiast F.H.